# 蓝石蝴蝶
蓝石蝴蝶（学名：Petrocosmea coerulea），为苦苣苔科石蝴蝶属下的一个植物种。